# 戈约埃雷
戈约埃雷是巴西巴拉那州的一个市镇。总面积564.05平方公里，总人口29732人，人口密度52.7人/平方公里。